# Saint-Martin-du-Manoir
Saint-Martin-du-Manoir is een gemeente in het Franse departement Seine-Maritime (regio Normandië) en telt 1471 inwoners (2004). De plaats maakt deel uit van het arrondissement Le Havre.

## Geografie
De oppervlakte van Saint-Martin-du-Manoir bedraagt 5,1 km², de bevolkingsdichtheid is 288,4 inwoners per km².
De onderstaande kaart toont de ligging van Saint-Martin-du-Manoir met de belangrijkste infrastructuur en aangrenzende gemeenten.

## Demografie
Onderstaande figuur toont het verloop van het inwonertal (bron: INSEE-tellingen).